# Josep Maria Caralps i Riera
Josep Maria Caralps Riera (Barcelona, 1 de març de 1942) és un cirurgià cardíac català. Llicenciat en Medicina i Cirurgia per la Universitat de Barcelona, des de 1994 és acadèmic numerari de la Reial Acadèmia de Medicina de Catalunya. Des de 1995 és el responsable de la Unitat de Cirurgia Cardíaca de l'Hospital Quirón de Barcelona. Actualment està jubilat.

## Trajectòria
Fill d'Antoni Caralps i Massó, el 1965 es llicencià en medicina per la Universitat de Barcelona, i de 1967 a 1972 es va especialitzar en cirurgia general al Maimonides Medical Center, Brooklyn, New York. El 1972 es va especialitzr en cirurgia cardiovascular a la Universitat d'Illinois, el 1973-1974 al Loyola University Medical Center de Maywood (Illinois) i en 1974 al Northwestern University Medical Center, Children´s Memorial Hospital, Chicago.
Entre 1967 i 1974, va ser cocreador i cap de la Unitat de Cirurgia Cardíaca i del Departament de Cardiologia del Hospital de la Santa Creu i Sant Pau, de Barcelona, càrrec que va deixar en 2005. En 1984 va realitzar el primer trasplantament de cor amb èxit a Espanya; i en 1985, també a Espanya, va realitzar el primer trasplantament heterotòpic de cor.
En 1994 va ser designat Acadèmic numerari de la Reial Acadèmia de Medicina de Catalunya i entre els anys 1988 i 2000, va ser president de la Societat Europea de Trasplantament Cardíac.

## Premis i reconeixements
- 1968 - Premi Ramón Turró de la Reial Acadèmia de Medicina de Catalunya.
- 1970 - Premi Abraham Mnadelberg Travelling Fellowship Award. Maimonides Medical Center, Brooklyn, New-York.
- 1972 - Premi John I. Hammet Award, Maimonides Medical Center-Coney Island Hospital.
- 1985 - Clau Ciutat de Barcelona.
- 1985 - Gran Creu de l'Orde Civil de Sanitat, a Espanya.
- 1986 - Premi Universalia de la Jove Cambra de Terrassa.
- 1987 - Premi Segur de la Confederació Espanyola de Cases de Segur.
- 1987 - Placa Narcis Monturiol de la Generalitat de Catalunya.
- 1988-1991 - President de la Societat Europea de Trasplantament Cardíac.
- 1991 - Premi "Josep Trueta" de l'Acadèmia de Ciències Mèdiques de Catalunya i Balears.
- 1992 - Premi BOE de la Societat Espanyola de Cardiologia (SEC).
- 1994 - Acadèmic numerari de la Reial Acadèmia de Medicina de Catalunya.
- 1997 - Premi de la Societat Internacional de Medicina Nuclear.
- 2010 - Premi Fenin a la Innovació Tecnològica.